# Kastsystemet i Indien

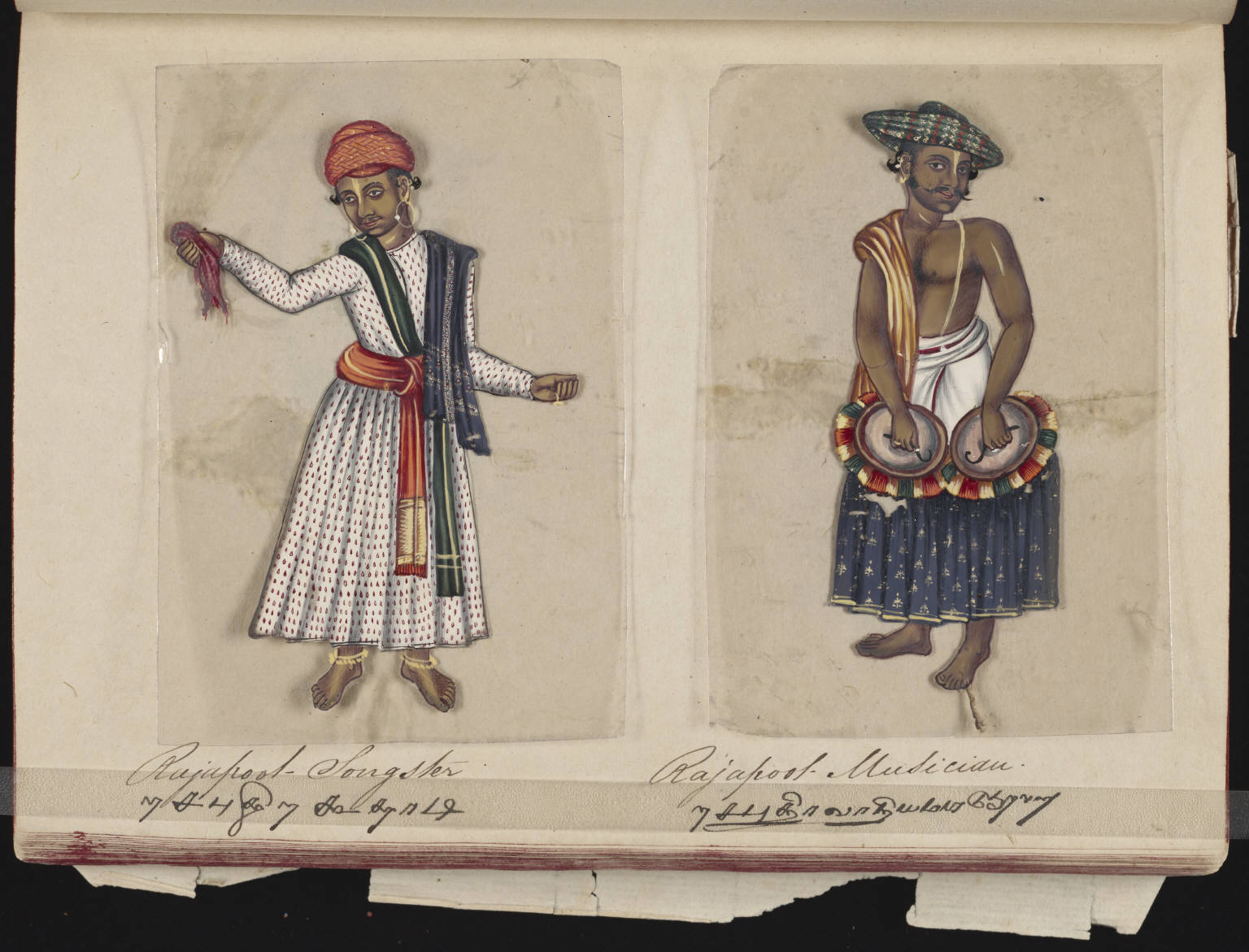

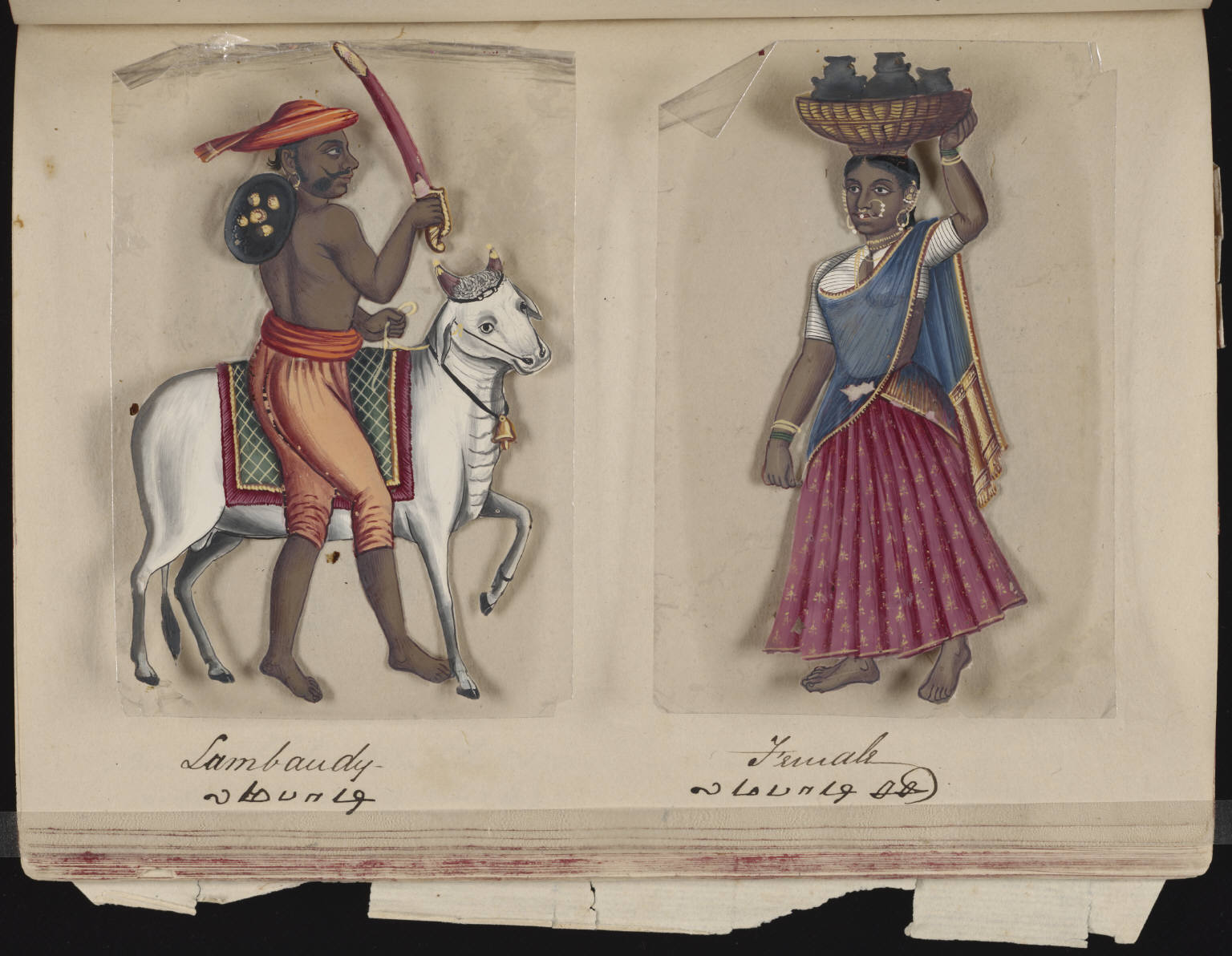

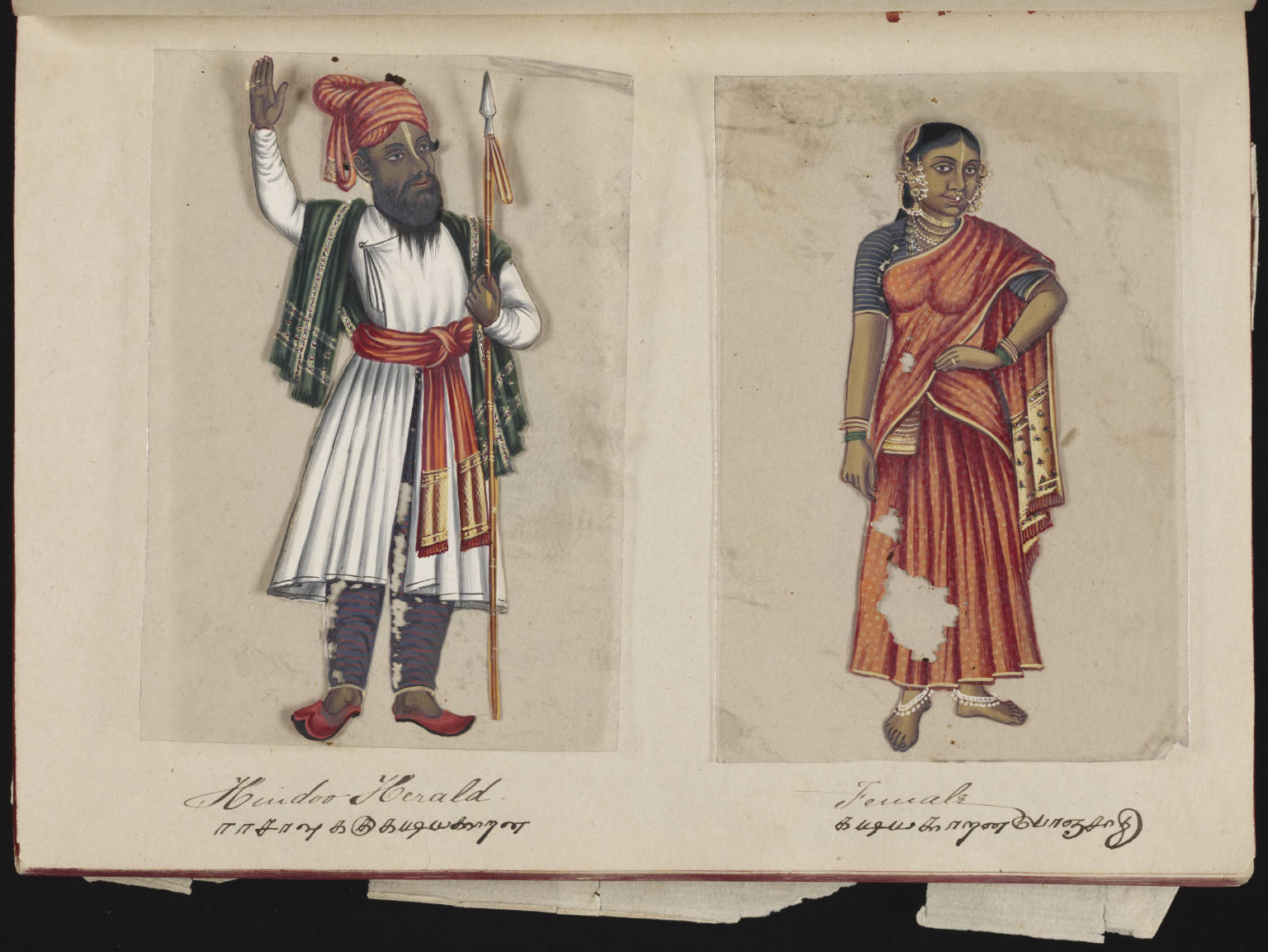

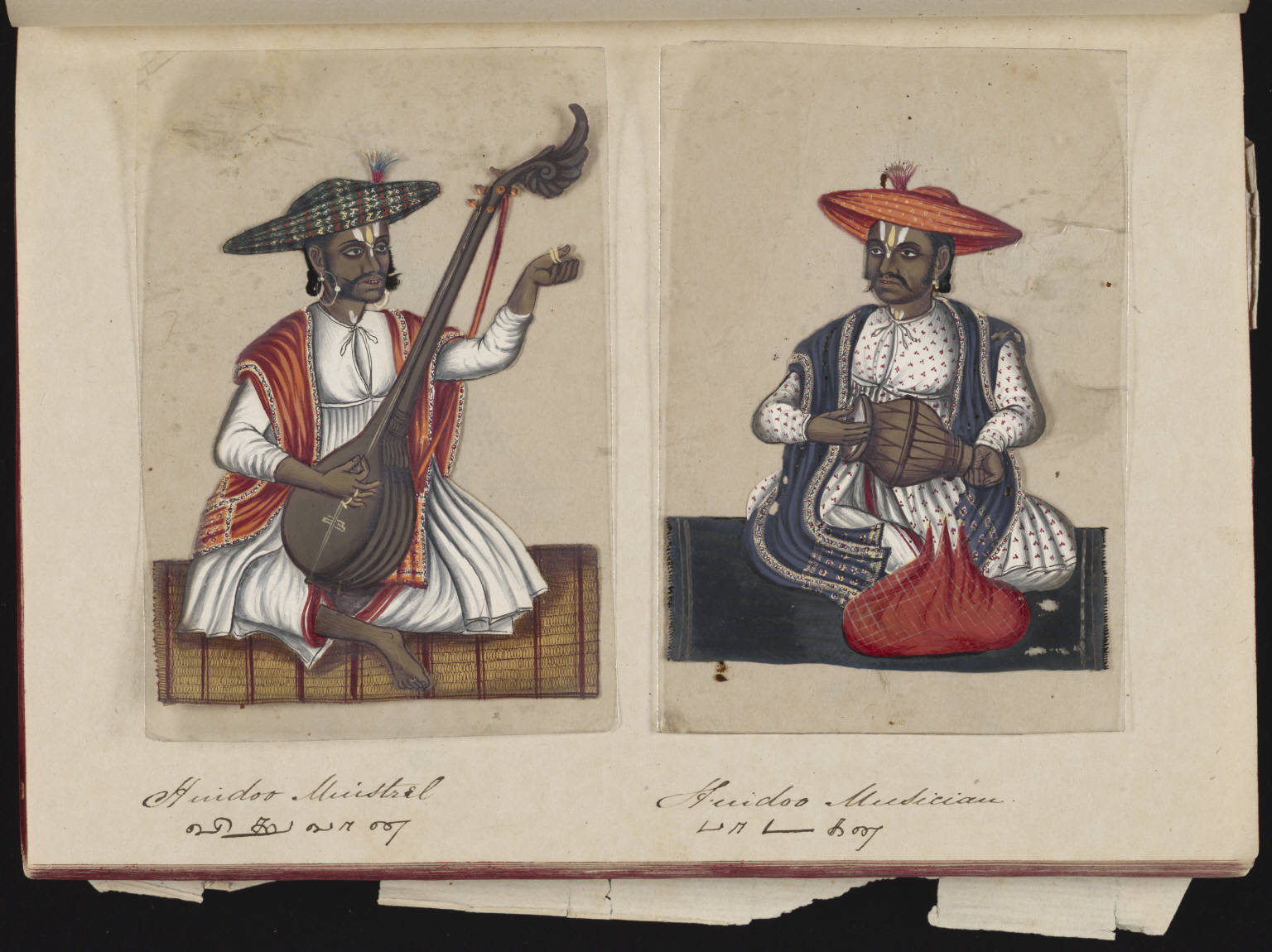

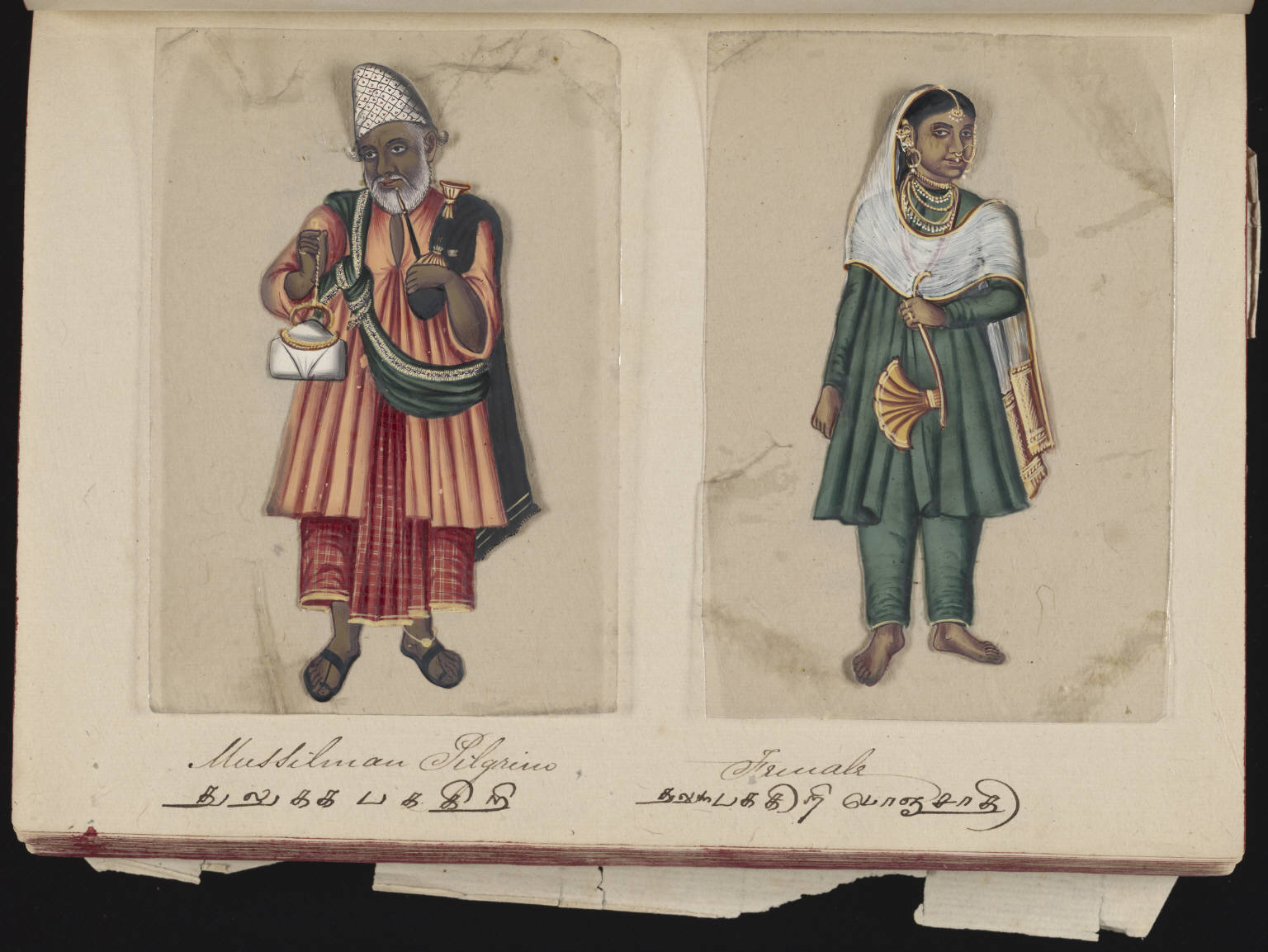

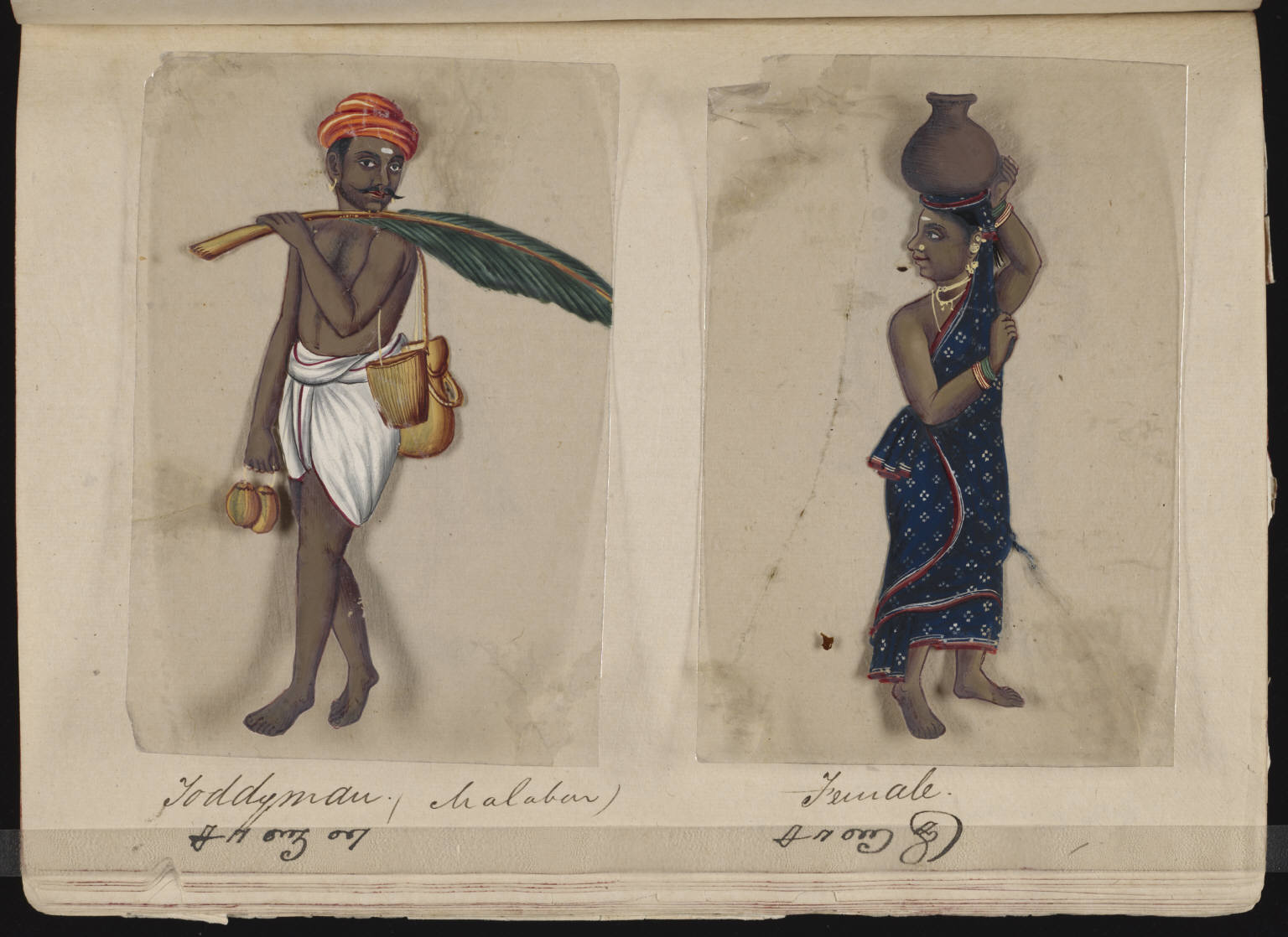
Samlingen Seventy-two Specimens of Castes in India består av 72 handmålade teckningar av män och kvinnor från olika religioner, yrken och etniska grupper i Madurai. Teckningarna gjordes år 1837 och visar hur "kast" kunde uppfattas innan britternas folkräkning år 1901 som grupperade kasterna under de hinduiska varna-kategorierna.

Kastsystem är en typ av social skiktning som karakteriseras av bland annat giftermål inom gruppen, nedärvd gemensam livsstil som ofta innefattar yrke, rituell status i en hierarki och samhällelig interaktion med andra grupper baserad på kulturella föreställningar om renhet och orenhet. Det mest genomgripande kastsystemet finns i Indien och består egentligen av två delvis överlappande system kallade varna och jati. Liknande system finns eller har funnits i dess kulturellt närstående grannländer Pakistan, Bangladesh, Nepal och Sri Lanka och även i exempelvis Indonesien, Kina, Japan och delar av Afrika. Denna artikel behandlar förhållanden från forntid till nutid i det geografiska område som 1858-1947 utgjorde Brittiska Indien och som motsvarar dagens Pakistan, Indien och Bangladesh. För tiden efter 1947 behandlas huvudsakligen Republiken Indien.

## Etymologi
Ordet kast härrör från det spanska och portugisiska casta som kan översättas med ras eller härkomst och som i sin tur kan härledas från latinets castus med betydelsen ren. När portugiserna nådde Indien år 1498 använde de ordet för de många sociala grupperna i ett system som de såg som grundläggande i det indiska samhället, och sedan det tidiga 1600-talet har engelskan använt ordet i motsvarande betydelse.  I svenskan finns ordet belagt sedan 1819.

## Det brahmanska varna-systemet
Det indiska kastväsendet kan härledas från det vediska (fornindiska) samhällets indelning av befolkningen i fyra klasser (varnas), nedtecknat på sanskrit i Vedaskrifterna. Brahminerna (brahmanerna) eller prästerskapet är den högsta klassen, med uppgiften att utföra ritualer och att vidmakthålla och lära ut de heliga skrifterna. De övriga tre klasserna är kshatriya (adel och krigare), vaishya (jordbrukare, boskapsskötare och köpmän) och shudra (arbetare).
Enligt Rig-Veda, hinduismens äldsta bevarade urkund, skapades de fyra grupperna av olika delar av urmänniskan Purushas kropp sedan han offrat sig själv på ett bål. Under de fyra klasserna, eller egentligen utanför samhällsordningen, fanns de så kallade kastlösa, som betraktades som orena och som idag med ett relativt modernt ord kallas dalit. De nämns dock inte i Rig-Veda och det råder delade meningar om när och hur gruppen har avskiljts från de etablerade varnas. Benämningen savarna syftar på dem som tillhör de fyra varnas eller speciellt de tre högsta av dem.  Männen i de tre högsta klasserna betraktas som dvija (sanskrit: födda två gånger) efter att som pojkar ha studerat skrifterna och genomgått en invigningsrit. Denna möjlighet finns av tradition inte tillgänglig för shudras eller daliter och inte heller för kvinnor oavsett klass.
Ordet varna på sanskrit betyder bokstavligen färg, men också i vidare bemärkelse utseende, typ eller sort. Indelningen gällde inte bara människor, utan även gudar, djur och växter delades upp i dessa fyra varnas. De fyra grupperna sammanknippas traditionellt med varsin färg:
- vitt för brahminerna, enligt myten skapade ur Purushas mun.
- rött för kshatriya, enligt myten skapade av Purushas armar.
- gult för vaishya, enligt myten skapade av Purushas lår.
- svart för shudra, enligt myten skapade av Purushas fötter.

Dateringen av Purushamyten är osäker. Rigveda anses vara skriven c:a 1200 f.Kr., men många forskare ser det som troligt att just denna passage infogats senare.
De flesta forskare är överens om att de tre högsta klasserna åtminstone inledningsvis härstammar från indoeuropeiska folk (arier) som kring 1500 f.Kr. invaderade Indien från centralasien, och att shudras då bestod av den mera mörkhyade ursprungsbefolkningen som förvisades till tunga och smutsiga arbeten. Det har också funnits teorier om att de traditionella färgbeteckningarna rent konkret syftar på skillnader i hudfärg, men den gängse uppfattningen inom vetenskapen är sedan mitten på 1900-talet att färgerna inte ska tolkas bokstavligt.
Normalt tillhörde man hela livet den klass man var född i, men det kunde hända att både grupper och individer bytte klass. Ett exempel är dynastin i det stora och mäktiga Guptariket (c:a 275-550 e.Kr.) som härstammade från vaishyaklassen men tog på sig och tillerkändes uppgifter och status som kshatriya. Det finns också exempel på att shudras har avancerat till vaishya- och kshatriyaklasserna.
Parallellt med det religiöst och rituellt fastslagna systemet med fyra varnas finns en social uppdelning i tusentals grupper som på indiska språk kallas jati. Både varna och jati brukar översättas med kast, men syftar alltså på olika företeelser med åtminstone delvis olika ursprung. Förhållandet mellan varna och jati är komplicerat och kan skifta mellan olika geografiska platser och även över tiden. Det finns också indiska folkgrupper, exempelvis bland de urfolk som kallas adivasi, som trots att de kan ses som hinduer aldrig har inordnats i varna-systemet. För andra grupper, till exempel jaterna, har inordningen skett först under 1900-talet och under stor oenighet om till vilken varna de skulle räknas.

## Tusentals jati-kaster
En kast i betydelsen jat eller jati är en samhällsgrupp som karakteriseras av att man gifter sig inom gruppen, delar religion, kultur, traditioner, klädedräkt, livsstil och ofta yrke. I Indien finns åtskilliga tusen kaster, och inom en begränsad geografisk region kan det finnas flera hundra. Kasten står traditionellt för social identitet och trygghet, och även om många kaster har levt tillsammans så har de haft sina egna roller och samhällsinstitutioner, och ofta ömsesidigt valt att inte äta tillsammans. Kaster i denna betydelser finns inom alla subkontinentens religioner. Kasterna har olika status och samhällsställning, men rangordningen är inte strikt och det har funnits vissa möjligheter för en jati att klättra i den sociala hierarkin.
Det finns flera olika teorier om jati-systemets uppkomst, och det råder också osäkerhet om hur viktiga kasterna var fram till för några århundraden sedan. I den forntida litteraturen finns i stort sett inga beskrivningar av jatis som undergrupper till de fyra varnas. En teori är att kasterna uppstått ur skråliknande organisationer, från det första århundradet v.t. Den amerikanske antropologiprofessorn Nicholas B. Dirk menar att kastsystemet så som vi känner det idag är en produkt av den brittiska kolonialismen, som skapade ett sammanhållet system av alla de varierande uttryck för gruppidentitet och social organisation som samexisterat  under Indiens långa historia. Andra forskare ifrågasätter detta och menar att den strikta rangordningen och inordningen under varnas fanns redan före britternas tid.
Britternas folkräkning år 1901 genomfördes med stöd av den brahminska eliten och innebar att alla folkgrupper inordnades i ett rangsystem som baserades på hinduismens fyra varnas, och då ofta utan att klassificeringarna motsvarade vad grupperna och deras medlemmar själva ansåg om sin ställning eller tillhörighet. Alla hindusika jati klassificerades  som brahminer, kshatriya, vayshya, shudra eller det som idag kallas daliter och gavs därmed en strikt rangordning. Även grupper med andra religioner kunde kategoriseras som kaster.
Utöver jati-indelningen finns, speciellt hos brahminerna, en indelning kallad gotra, efter härstamning från forntida verkliga eller mytologiska anfäder. Enligt traditionen gifter man sig inom sin jati men med en partner från en annan gotra, vilket motverkar ingifte.

## Kastsystemet idag
Efter självständigheten antog Indien en konstitution som trädde i kraft i januari 1950. I del III: Fundamentala rättigheter anges att det är förbjudet att diskriminera någon på grund av religion, ras, kast, kön eller födelseort. Det som är förbjudet är alltså diskriminering på grund av kast, inte kastindelningen som sådan. För att motverka diskrimineringen antogs lagar om positiv särbehandling av kaster som ansågs behöva detta stöd, och av stamfolk som till stor del levt i geografiskt svårtillgängliga områden och inte inordnats i kastsystemet. Systemet kallas reservation policy  och innebär ett komplicerat kvotsystem där de listade kasterna och stammarna (Scheduled Castes och Scheduled Tribes) har förtur till vissa typer av offentliga arbeten och utbildningsplatser och även kvoter för politisk representation. Kvotsystemet infördes 1950 och var ursprungligen tänkt att fungera i tio år, men har i stället byggts ut i flera omgångar, och kvoter har tilldelats även vad som officiellt kallas Other Backward Classes så att mer än hälften av befolkningen omfattas av kvoteringen (2007). Systemet och dess tillämpning är konstant ifrågasatt och föremål för politisk diskussion. Kritiker menar att det är helt otillräckligt för att minska de stora ekonomiska och utbildningsmässiga klyftorna inom befolkningen, speciellt som den stora majoriteten av Indiens fattiga och lågkastiga varken aspirerar på statliga arbeten eller på universitetsplatser. Från brahminer och andra som inte finns bland de listade grupperna kommer i stället kritiken att de på grund av kvoteringen inte får de platser som motsvarar deras kompetens.
Även om oberörbarhet och andra delar av kastreglerna inte längre kan tillämpas fullt ut i det moderna samhället är det fortfarande regel att man gifter sig inom sin egen kast. Det förekommer att de som gifter sig utanför sin egen kast mördas av familjemedlemmar och flera hundra mord om året begås i Indien av denna orsak.